# Division 1 1986-87
La Division 1 1986-87 fue la 48.ª temporada del fútbol francés profesional. Girondins de Bordeaux resultó campeón con 53 puntos, obteniendo su cuarto título.

## Equipos participantes
| Equipo                 | Ciudad        | Estadio                 |
| ---------------------- | ------------- | ----------------------- |
| AJ Auxerre             | Auxerre       | L'Abbé-Deschamps        |
| FCG Bordeaux           | Burdeos       | Jacques Chaban-Delmas   |
| Stade Brest            | Brest         | Francis-Le Blé          |
| Stade Laval            | Laval         | Francis Le Basser       |
| Le Havre AC            | El Havre      | Jules Deschaseaux       |
| RC Lens                | Lens          | Félix Bollaert          |
| Lille OSC              | Lille         | Grimonprez Jooris       |
| Olympique de Marseille | Marsella      | Vélodrome               |
| FC Metz                | Metz          | Saint-Symphorien        |
| AS Monaco FC           | Mónaco        | Luis II                 |
| AS Nancy               | Nancy         | Marcel Picot            |
| FC Nantes              | Nantes        | La Beaujoire            |
| OGC Nice               | Niza          | Du Ray                  |
| Paris Saint-Germain    | París         | Parque de los Príncipes |
| RC Paris               | París         | Yves-du-Manoir          |
| Stade Rennes           | Rennes        | Route de Lorient        |
| AS Saint-Étienne       | Saint-Étienne | Geoffroy-Guichard       |
| FC Sochaux             | Sochaux       | Auguste Bonal           |
| Sporting Toulon Var    | Tolón         | Bon Rencontre           |
| Toulouse FC            | Toulouse      | Stadium de Toulouse     |

## Tabla de posiciones
| Pos. | Equipo              | Pts. | PJ | G  | E  | P  | GF | GC | Dif. | Clasificación                                |
| ---- | ------------------- | ---- | -- | -- | -- | -- | -- | -- | ---- | -------------------------------------------- |
| 1    | Bordeaux (C)        | 53   | 38 | 20 | 13 | 5  | 57 | 27 | +30  | Clasificado a la Copa de Campeones de Europa |
| 2    | Marseille           | 49   | 38 | 18 | 13 | 7  | 52 | 33 | +19  | Clasificado a la Recopa de Europa            |
| 3    | Toulouse            | 48   | 38 | 18 | 12 | 8  | 54 | 32 | +22  | Clasificado a la Copa de la UEFA             |
| 4    | Auxerre             | 47   | 38 | 17 | 13 | 8  | 45 | 32 | +13  | Clasificado a la Copa de la UEFA             |
| 5    | Monaco              | 45   | 38 | 15 | 15 | 8  | 41 | 33 | +8   |                                              |
| 6    | Metz                | 43   | 38 | 14 | 15 | 9  | 54 | 32 | +22  |                                              |
| 7    | Paris Saint-Germain | 41   | 38 | 14 | 13 | 11 | 35 | 33 | +2   |                                              |
| 8    | Brest               | 40   | 38 | 14 | 12 | 12 | 43 | 41 | +2   |                                              |
| 9    | Laval               | 38   | 38 | 12 | 14 | 12 | 40 | 46 | −6   |                                              |
| 10   | Lens                | 37   | 38 | 11 | 15 | 12 | 37 | 40 | −3   |                                              |
| 11   | Nice                | 37   | 38 | 15 | 7  | 16 | 38 | 49 | −11  |                                              |
| 12   | Nantes              | 36   | 38 | 12 | 12 | 14 | 35 | 38 | −3   |                                              |
| 13   | RC Paris            | 36   | 38 | 14 | 8  | 16 | 41 | 45 | −4   |                                              |
| 14   | Lille               | 34   | 38 | 12 | 10 | 16 | 39 | 38 | +1   |                                              |
| 15   | Toulon              | 34   | 38 | 10 | 14 | 14 | 36 | 46 | −10  |                                              |
| 16   | Saint-Étienne       | 33   | 38 | 9  | 15 | 14 | 27 | 32 | −5   |                                              |
| 17   | Le Havre            | 32   | 38 | 8  | 16 | 14 | 39 | 50 | −11  |                                              |
| 18   | Sochaux (D)         | 31   | 38 | 9  | 13 | 16 | 35 | 51 | −16  | Acceso a promoción de permanencia            |
| 19   | Nancy (D)           | 29   | 38 | 8  | 13 | 17 | 28 | 40 | −12  | Descenso a Division 2                        |
| 20   | Rennes (D)          | 17   | 38 | 5  | 7  | 26 | 20 | 58 | −38  | Descenso a Division 2                        |

 Fuente: footballdatabase.eu

## Resultados
| Local \ Visitante   | AUX | BOR | BRE | LAV | LHV | LEN | LIL | MAR | MET | MOC | NAC | NAT | NIC | PSG | RCP | REN | STE | SOC | TON | TOL |
| ------------------- | --- | --- | --- | --- | --- | --- | --- | --- | --- | --- | --- | --- | --- | --- | --- | --- | --- | --- | --- | --- |
| Auxerre             | —   | 0–1 | 1–0 | 1–1 | 1–0 | 3–1 | 1–0 | 0–0 | 0–0 | 1–1 | 4–2 | 1–0 | 2–1 | 1–2 | 2–0 | 1–0 | 3–0 | 0–0 | 2–0 | 2–1 |
| Bordeaux            | 2–0 | —   | 1–2 | 1–1 | 3–0 | 0–0 | 3–0 | 3–0 | 1–0 | 1–1 | 4–2 | 2–0 | 4–1 | 2–0 | 2–0 | 4–1 | 1–0 | 3–0 | 2–1 | 2–3 |
| Brest               | 0–0 | 1–1 | —   | 1–2 | 2–0 | 1–3 | 0–0 | 0–0 | 0–0 | 1–0 | 2–0 | 2–1 | 1–3 | 0–0 | 2–0 | 2–1 | 1–0 | 0–0 | 1–1 | 1–2 |
| Laval               | 0–2 | 1–2 | 1–0 | —   | 2–1 | 1–1 | 2–1 | 0–0 | 1–1 | 2–0 | 0–0 | 1–1 | 0–0 | 4–3 | 3–1 | 3–0 | 2–1 | 1–1 | 3–2 | 0–0 |
| Le Havre            | 1–4 | 1–1 | 1–2 | 2–1 | —   | 0–0 | 1–1 | 1–3 | 2–2 | 1–1 | 3–0 | 1–0 | 3–0 | 2–0 | 2–2 | 1–1 | 1–0 | 3–1 | 1–1 | 1–1 |
| Lens                | 1–1 | 0–0 | 2–1 | 0–2 | 0–0 | —   | 1–3 | 3–0 | 0–0 | 1–1 | 0–0 | 2–2 | 4–0 | 1–0 | 0–1 | 2–1 | 2–0 | 0–0 | 2–1 | 1–1 |
| Lille               | 1–1 | 0–0 | 2–1 | 2–1 | 3–2 | 0–1 | —   | 2–2 | 3–0 | 1–1 | 4–3 | 0–1 | 1–1 | 1–0 | 0–1 | 3–0 | 1–0 | 6–0 | 1–1 | 1–0 |
| Marseille           | 1–1 | 1–1 | 2–2 | 3–0 | 1–1 | 1–3 | 2–0 | —   | 3–2 | 3–1 | 3–2 | 1–0 | 3–1 | 4–0 | 2–0 | 1–0 | 1–0 | 4–0 | 3–0 | 2–1 |
| Metz                | 0–1 | 2–1 | 3–0 | 1–0 | 3–0 | 2–0 | 3–0 | 1–1 | —   | 4–1 | 2–0 | 3–1 | 1–1 | 0–0 | 0–2 | 6–1 | 1–1 | 5–1 | 4–0 | 2–0 |
| Monaco              | 2–0 | 2–2 | 0–1 | 0–0 | 2–1 | 2–1 | 1–0 | 2–0 | 2–1 | —   | 1–0 | 3–1 | 1–0 | 1–1 | 0–0 | 1–0 | 0–0 | 2–0 | 2–2 | 1–0 |
| Nancy               | 1–1 | 0–1 | 0–4 | 3–0 | 0–0 | 1–1 | 0–1 | 0–0 | 0–0 | 1–1 | —   | 0–0 | 1–0 | 0–0 | 2–1 | 2–0 | 1–0 | 0–1 | 3–0 | 2–0 |
| Nantes              | 0–1 | 3–0 | 0–0 | 1–1 | 0–0 | 1–0 | 1–0 | 0–2 | 1–0 | 0–0 | 1–0 | —   | 1–0 | 0–1 | 2–3 | 3–1 | 1–1 | 2–1 | 1–0 | 2–1 |
| Nice                | 2–0 | 0–0 | 0–4 | 2–1 | 3–1 | 3–1 | 1–0 | 2–1 | 3–1 | 1–0 | 1–0 | 1–1 | —   | 0–2 | 1–0 | 1–0 | 1–0 | 1–0 | 2–2 | 1–4 |
| Paris Saint-Germain | 1–0 | 0–0 | 1–0 | 1–0 | 1–1 | 3–1 | 1–1 | 2–0 | 0–0 | 0–1 | 0–0 | 2–1 | 0–3 | —   | 1–2 | 1–0 | 3–0 | 2–0 | 1–1 | 2–3 |
| RC Paris            | 3–0 | 1–2 | 2–2 | 1–1 | 2–1 | 5–0 | 1–0 | 0–1 | 1–1 | 1–1 | 1–0 | 1–1 | 3–1 | 0–1 | —   | 2–1 | 1–2 | 0–2 | 3–0 | 0–0 |
| Rennes              | 1–3 | 0–1 | 0–2 | 1–2 | 0–1 | 1–2 | 1–0 | 0–0 | 0–1 | 0–1 | 0–0 | 1–3 | 1–0 | 0–0 | 1–0 | —   | 0–0 | 1–0 | 2–0 | 0–0 |
| Saint-Étienne       | 1–1 | 2–0 | 1–1 | 0–0 | 1–1 | 1–0 | 1–0 | 0–1 | 0–0 | 0–0 | 0–0 | 0–0 | 1–0 | 1–0 | 4–0 | 2–0 | —   | 1–1 | 1–0 | 0–0 |
| Sochaux             | 2–2 | 0–2 | 3–0 | 4–0 | 2–1 | 0–0 | 1–0 | 2–0 | 2–2 | 2–1 | 0–1 | 3–1 | 0–0 | 0–1 | 0–1 | 1–1 | 3–3 | —   | 0–1 | 1–1 |
| Toulon              | 1–1 | 0–0 | 2–3 | 3–0 | 0–0 | 0–0 | 1–0 | 0–0 | 2–0 | 1–3 | 1–0 | 1–1 | 2–0 | 1–1 | 1–0 | 2–0 | 2–1 | 0–0 | —   | 3–2 |
| Toulouse            | 2–0 | 1–1 | 5–0 | 2–0 | 3–0 | 1–0 | 0–0 | 0–0 | 0–0 | 2–1 | 2–1 | 1–0 | 2–0 | 1–1 | 3–0 | 4–2 | 2–1 | 2–1 | 1–0 | —   |

### Promoción de permanencia
| Equipo 1   | Agr. | Equipo 2  | Ida | Vuelta |
| ---------- | ---- | --------- | --- | ------ |
| FC Sochaux | 1–2  | AS Cannes | 1–0 | 0–2    |

- Cannes ascendió a Division 1, Sochaux fue relegado a Division 2

Promovidos de la Division 2, quienes jugarán en la Division 1 1987/88:
- Montpellier HSC: Campeón de la Division 2, ganador de la Division 2 grupo B
- Chamois Niortais: Subcampeón, ganador de la Division 2 grupo A
- AS Cannes: Tercer lugar, ganador de la eliminatoria de ascenso

## Goleadores
| #  | Jugador                 | Nacionalidad   | Club                 | Goles |
| -- | ----------------------- | -------------- | -------------------- | ----- |
| 1  | Bernard Zénier          | Francia        | FC Metz              | 18    |
| 2  | Philippe Fargeon        | Francia        | Bordeaux             | 15    |
| -  | Gérard Buscher          | Francia        | Stade Brest          | 15    |
| 4  | Carmelo Micciche        | Francia        | FC Metz              | 14    |
| -  | Enzo Francescoli        | Uruguay        | RC Paris             | 14    |
| -  | Alberto Márcico         | Argentina      | Toulouse FC          | 14    |
| 7  | Éric Cantona            | Francia        | Auxerre              | 13    |
| -  | Philippe Desmet         | Bélgica        | Lille                | 13    |
| -  | Jean-Pierre Papin       | Francia        | Olympique Marseille  | 13    |
| -  | Chérif Oudjani          | Argelia        | RC Paris             | 13    |
| -  | Víctor Rogelio Ramos    | Argentina      | Sporting Toulon Var  | 13    |
| 12 | Zlatko Vujović          | RFS Yugoslavia | Bordeaux             | 12    |
| -  | Gérald Passi            | Francia        | Toulouse FC          | 12    |
| 14 | Robert Llorens          | Francia        | Le Havre AC          | 11    |
| -  | Yannick Stopyra         | Francia        | Toulouse FC          | 11    |
| 16 | Richard Daddy Owobokiri | Nigeria        | Stade Lavallois      | 10    |
| -  | Eric Black              | Escocia        | FC Metz              | 10    |
| -  | Philippe Anziani        | Francia        | FC Nantes Atlantique | 10    |
| 19 | Thierno Youm            | Senegal        | Stade Lavallois      | 9     |
| -  | Omar Da Fonseca         | Argentina      | AS Monaco FC         | 9     |
| -  | Abdelkrim Merry Krimau  | Marruecos      | AS Saint-Étienne     | 9     |